# Canon de 10,5 cm SK L/45
Pour les articles homonymes, voir Canon de 105 mm.
Le canon de 10,5 cm SK L/45 (canon de 10,5 cm SchnelladeKanone (canon à rechargement rapide) de calibre 45) est un canon naval allemand de calibre 10,5 cm utilisé pendant la Première et la Seconde Guerre mondiale.

## Utilisation
Au début des années 1900, ce canon arme la plupart des croiseurs de la marine de guerre de l'Empire allemand. Il est ensuite utilisé comme canon anti-aérien pendant la Première Guerre mondiale, puis équipe certains U-boote et destroyers jusqu'en 1945.
| Utilisation | Désignation | Élévation   | Portée               | Navires                                         |
| Croiseurs   | MPL C/06    | -10° à +30° | à 30° : 12 700 m     | classes Kolberg, Magdeburg, Karlsruhe, Graudenz |
| Destroyers  | Tbts LC/16  | -10° à +50° | à 30° : 12 700 m     | classes G 96, V 170, Möwe                       |
| Sous-marins | Ubts LC/16  | -10° à +50° | à 30° : 12 700 m     | SM U61, SM U62                                  |
| Flak        | Flak 45     | -5° à +70°  | plafond AA : 8 230 m | navire capitaux                                 |